# Вельополе-Скшинське
Вельополе-Скшинське (пол. Wielopole Skrzyńskie) — село в Польщі, у гміні Вельополе-Скшинське Ропчицько-Сендзішовського повіту Підкарпатського воєводства.
Населення — 2113 осіб (2011).
У 1975-1998 роках село належало до Ряшівського воєводства.

## Демографія
Демографічна структура станом на 31 березня 2011 року:
|          | Загалом | Допрацездатний вік | Працездатний вік | Постпрацездатний вік |
| -------- | ------- | ------------------ | ---------------- | -------------------- |
| Чоловіки | 1029    | 241                | 689              | 99                   |
| Жінки    | 1084    | 248                | 607              | 229                  |
| Разом    | 2113    | 489                | 1296             | 328                  |